# Agylla quadrimaculata
Agylla quadrimaculata là một loài bướm đêm thuộc phân họ Arctiinae, họ Erebidae.